# جونكو اوكادا
جونكو اوكادا (باليابانية: 岡田純子؛ بالكانا: おかだ じゅんこ) هي مؤدية صوت يابانية، ولدت في 1973 في كانيه ‏ في اليابان.

## وصلات خارجية
- جونكو اوكادا على موقع ميوزك برينز (الإنجليزية)
- جونكو اوكادا على موقع ANN person (الإنجليزية)